# Mad Season
Mad Season е музикална група от Сиатъл, САЩ.
Включва членове на Alice In Chains (вокала Лейн Стейли), Pearl Jam (китариста Майк МакКрийди) и Screaming Trees (барабанистът Барет Мартин), както и единствения музикант от друго селище басиста Джон Сондърс (свирил преди това с блусари като Хюбърт Съмлин и Lamont Cranston Band).
Корените на групата са в лятото на 1994, когато МакКрийди влиза в рехабилитационен център в Минеаполис, за да се пребори с проблема си с алкохола и лекарствата. Там той се запознава с местния музикант Джон Сондърс, и когато се връща в Сиатъл, се обажда на Стейли, който по това време също се бори със зависимостите си. Заедно с Барет Мартин, който попълва състава. Идеите от тази репетиция по-късно ще се превърнат в песни – Wake Up и River Of Deceit. Четворката прави своя дебют на 16 октомври 1994 в сиатълското Crocodile Cafe под името Gacy Bunch, с което отдават почит както на бруталния сериен убиец Джон Уейн Гейси, така и на сълзливото тв шоу The Brady Bunch. Удивително, но по време на шоуто групата разполага само с няколко песни (Мартин по-късно разказва, че са имали само „джемове и начални куплети на песни“), но концерта ги убеждава, че трябва да последват студийни записи.
Групата сменя името си на Mad Season (английски израз за времето от годината, когато халюциногенните гъби „псилоцибин“ са в цъфтеж) и се мести в сиатълското студио Bad Animals. Ко-продуцент на записите е звуковият инженер на Jam Pearl Брет Елиасън. Групата подсказва за бъдещия си албум на феновете, като свири няколко песни в радио предаването на Pearl Jam – Self-Pollution Radio на 8 януари 1995, преди албумът, в който влизат десет песни да бъде издаден през март. Смес от меланхолични балади и хардрок, албумът (в който участва в някои песни и вокалът на Screaming Trees Марк Ланеган) доказва потенциала си и за малко не влиза в американския Топ 20, когато сингълът от албума River Of Deceit става хит в рок радиостанциите.
Въпреки малкото концерти и плановете за бъдещи записи, Mad Season се окзва еднократен проект. По-късно през 1995 е издадено видео на сиатълския концерт Live At The Moore, както и кавър на "I Don’t Wanna Be A Soldier" на Джон Ленън за албума "Working Class Hero: A Tribute To John Lennon". Според някои източници е имало текстове на песни за още един албум на Mad Season, които са останали незаписани. Групата е обсъждала смяната на Лейн Стейли с Марк Ланеган, както и на името на Disinformation, но нито една песен не е записана. В края на краищата членовете ѝ се разделят завинаги. Tова се оказва краят на Mad Season, след като както Джон Сондърс, така и Лейн Стейли умират впоследствие от свръхдоза наркотици.